# Christine Boßmeyer
Christine Boßmeyer (* 21. Dezember 1938 in Gelsenkirchen) ist eine deutsche Bibliothekarin und IT-Spezialistin.

## Leben und Wirken
Christine Boßmeyer absolvierte eine Ausbildung für den gehobenen Bibliotheksdienst und legte 1962 ihre Prüfung als Diplom-Bibliothekarin ab. Nach kürzerer Tätigkeit an der Dienststelle Marburg der Staatsbibliothek zu Berlin (Preußischer Kulturbesitz) war sie von 1964 bis 1975 an der Universitätsbibliothek Bochum tätig, wo sie vor allem an der dort frühzeitig entwickelten Elektronischen Datenverarbeitung und ihrer Anwendung in verschiedenen Arbeitsbereichen der Bibliothek tätig war. 1975 wechselte sie an das Hochschulbibliothekszentrum des Landes Nordrhein-Westfalen in Köln. Von 1977 bis 2002 arbeitete sie an der Deutschen Bibliothek in Frankfurt/M. 1986 wurde sie zur Bibliotheksdirektorin, 1995 zur Leitenden Bibliotheksdirektorin ernannt. Boßmeyer leitete die IT-Abteilung der Deutschen Bibliothek.
Während ihres Ruhestandes studierte sie Geschichte und Kunstgeschichte an der Universität Frankfurt/M. Dort promovierte sie im Jahre 2014 über den „Weißkunig“ Kaiser Maximilians I.

## Veröffentlichungen (Auswahl)
- (Mitautorin): Die Automatisierte Buchausleihe. Erfahrungen in der Universitätsbibliothek Bochum. Universität Bochum 1967.
- (Mitautorin): Fortschritte des EDV-Verbundes in Bibliotheken der USA (OCLC und BALLOTS). Bericht über eine Studienreise. Verlag Dokumentation, München 1976, ISBN 3-7940-3217-9.
- Der Einfluß neuer Techniken auf den Arbeitsplatz in der Bibliothek. Organisatorische Auswirkungen. In: Hermann Havekost (Hrsg.): Bibliotheken im Verbund, Arbeitspätze und neue Techniken (= Zeitschrift für Bibliothekswesen und Bibliographie, Sonderhefte, Bd. 32). Klostermann, Frankfurt/. 1981, S. 109–118.
- EURONET – Möglichkeiten und Grenzen für die nationalbibliographischen Zentren. In: Zeitschrift für Bibliothekswesen und Bibliographie, Bd. 30 (1983), S. 17–23.
- Internationale bibliographische Standards und ihre Auswirkungen auf die deutschen Bibliotheken. In: Birgit Dankert (Hrsg.): Reden und Vorträge. 4. Deutscher Bibliothekskongress; 78. Deutscher Bibliothekartag in Berlin 1988 (= Zeitschrift für Bibliothekswesen und Bibliographie, Sonderhefte, Bd. 48). Klostermann, Frankfurt/M. 1988, S. 191–199, ISBN 3-465-01865-6.
- RSWK-Anwendung und Schlagwortnormdatei unter Einsatz der Datenverarbeitung. In: Zeitschrift für Bibliothekswesen und Bibliographie, Bd. 35 (1988), S. 113–121.
- Offene Systeme. Die Informationstechnologie der neunziger Jahre. In: Günther Wiegand (Hrsg.): Reden und Vorträge. 79. Deutscher Bibliothekartag in Bonn 1989 (= Zeitschrift für Bibliothekswesen und Bibliographie, Sonderhefte, Bd. 50). Klostermann, Frankfurt/M. 1990, S. 66–80, ISBN 3-465-02209-2.
- UNIMARC und MAB. Strukturunterschiede und Kompatibilitätsfragen. In: Zeitschrift für Bibliothekswesen und Bibliographie, Bd. 42 (1995), S. 465–480.
- Elektronische Texte und Dokument-Formate. Methoden, Standards, Verfahren. In: Sabine Wefers (Hrsg.): Ressourcen nutzen für neue Aufgaben (= Zeitschrift für Bibliothekswesen und Bibliographie, Sonderhefte, Bd. 66). Klostermann, Frankfurt/M. 1997, S. 187–195, ISBN 3-465-02908-9.
- Der Kupferstecher als Historiograph? Visualisierungsstrategien in Jacques Callots Bild ‚Die Belagerung von Breda‘ (= Reihe Hochschulschriften, Bd. 30). Trafo, Berlin 2009, ISBN 978-3-89626-547-0.
- (mit Engelbert Plassmann): Günther Pflug. Ein Bibliothekar auf dem Weg ins Informationszeitalter (= Kleine Schriften der Universitäts- und Stadtbibliothek Köln, Bd. 37). Köln 2013, ISBN 978-3-931596-73-6.
- Visuelle Geschichte in den Zeichnungen und Holzschnitten zum »Weißkunig« Kaiser Maximilians I. Thorbecke, Ostfildern 2015, ISBN 978-3-7995-1011-0 (Dissertation Universität Frankfurt/M.).
- Der Weißkunig. Maximilian I. als Bildautor und die Beziehungen zwischen Bild und Text. In: Wolfgang Augustyn u. a. (Hrsg.): Maximilian I. und die Buchkultur. (= Veröffentlichungen des Zentralinstituts für Kunstgeschichte in München, Bd. 65). Klinger, Passau 2022, S. 115–131, ISBN 978-3-86328-191-5.